# リンカーン地球近傍小惑星探査
リンカーン地球近傍小惑星探査 (LIncoln Near-Earth Asteroid Research: LINEAR) は、アメリカ空軍、アメリカ航空宇宙局 (NASA)、およびマサチューセッツ工科大学のリンカーン研究所が共同で運営している、地球近傍小惑星の組織的な発見と追跡のためのプロジェクト。1998年以降に発見された小惑星のほとんどがLINEARによるものである。
2004年10月21日までに、リモートテレスコープによって少なくとも1622個の地球近傍小惑星や142個の彗星を含む21万1849個の新しい天体を検出した。

## 歴史
最初の試験が行われたのは1972年にまで遡る。
1980年代前半にはニューメキシコ（国際天文学連合天文台コード704）にリンカーン研究所のETS (Experimental Test System) の原型が構築された。
LINEARプロジェクトは、1996年に口径1mのGEODSS（地上設置型電子光学式深宇宙探査）望遠鏡を使用して地球近傍天体 (NEO) を捜索する施設の運営を始めた。
このような視野が広い空軍の望遠鏡は、衛星軌道上の宇宙機の光学的観測のために設計された。
LINEARで用いられるGEODSS望遠鏡は、ニューメキシコ州ソコロ郡のホワイトサンズミサイル射場内にあるリンカーン研究所の実験場に設置され、データはマサチューセッツ州レキシントンのハンスコム空軍基地内のリンカーン研究所に送信された。
1997年3月から7月までは、1024×1024ピクセルのCCDイメージセンサを用いた実地試験が行われた。このCCDは望遠鏡の視野の約1/5しかカバーできなかったが、それでも4個のNEOが発見された。1997年10月には、さらに大きい1960×2560ピクセルのCCDが使われた。これは望遠鏡の2平方度ある視野をカバーし、9個のNEOを発見することができた。1997年11月から1998年1月までに、あと5個のNEOが加わった（この時は大小両方のCCDが使われた）。
1999年10月から、2基目の1m望遠鏡が探査に用いられるようになった。2002年には、2基の1m望遠鏡で発見された天体の追跡観測のために、口径0.5mの3基目の望遠鏡がオンラインで導入された。
現在、LINEARの望遠鏡は一晩に空の各区画を5回観測する。労力のほとんどは大部分のNEOが存在すると予想される黄道面沿いの探査に費やされている。
CCDの感度、そして特に出力速度が比較的速いことによって、LINEARは毎晩空の広い領域をカバーすることができる。現在、NEO発見のほとんどはLINEARプログラムによるものである。
プロジェクトの主任研究者はグラント・ストークス、共同研究者としてジェニファー・エヴァンスとエリック・ピアスが加わっている。
何万もの小惑星（2006年6月13日現在、小惑星番号が登録された小惑星の総数12万9436個のうち6万7820個）を発見したことに加えて、LINEARはいくつもの周期彗星を発見、または共同発見、または再発見している。それには11P/テンペル・スイフト・LINEAR彗星、146P/シューメーカー・LINEAR彗星、148P/アンダーソン・LINEAR彗星、156P/ラッセル・LINEAR彗星、158P/コワル・LINEAR彗星、160P/LINEAR第43彗星、165P/LINEAR第10彗星、および176P/LINEAR第52彗星＝(118401) LINEAR（彗星・小惑星遷移天体）などが含まれる。

## はやぶさ2プロジェクト
2006年10月に「はやぶさ後継機」提案書で、1999年5月10日にLINEARプログラムが発見していた1999 JU3が探査候補天体として選定された。
2013年8月、はやぶさ2プロジェクトからLINEARチームに対し、1999 JU3の名称をはやぶさ２プロジェクトから提案させて欲しいと申し入れをし、了承された。
2015年7月から8月にかけて命名キャンペーンが行われ、名称が公募された。その結果、「リュウグウ」の名称が選定された。
2015年9月、LINEARチームから国際天文学連合に対し、1999 JU3を「リュウグウ」と命名する申請がなされ、9月28日付でRyugu(162173)の名称が発表された。